# El Extramundi y los papeles de Iria Flavia
El Extramundi y los papeles de Iria Flavia (a menudo citada solo como El Extramundi) fue una revista cultural española fundada y dirigida por Camilo José Cela en 1995, de publicación trimestral (cada nuevo número aparecía el mismo día que comenzaba cada estación del año), que tuvo a Francisco García Marquina como subdirector entre su fundación y 2005. En 2009, Cela nombró director adjunto de la publicación a Rafael Conte. Tras la muerte de Cela en 2002, la revista se siguió publicando hasta 2011. Estaba dedicada a la creación literaria y a la difusión de la obra de Cela y los estudios sobre ella. La publicaba la Fundación Camilo José Cela. Entre los directores posteriores a Cela estuvo, a partir de 2009, el periodista Ernesto Sánchez Pombo.
El título de la revista evocaba otra revista anterior fundada por Cela, Papeles de Son Armadans (1956-1979), y también aludía a Extramundi, topónimo de un lugar cercano a Iria Flavia (en el municipio de Padrón, La Coruña). En Iria Flavia nació el escritor y allí estaba la sede de la Fundación que llevaba su nombre y que editó la nueva revista (Papeles de Son Armadans se editó durante su tiempo de residencia en Palma de Mallorca).
Otro de los propósitos de Cela, tanto en Papeles de Son Armadans como en El Extramundi, fue el apoyo a escritores jóvenes, como destacó Darío Villanueva. En julio de 1998, en coincidencia con el centenario de la Generación del 98, la Fundación reunió en Iria Flavia a una serie de jóvenes escritores apadrinados por Cela: Antonio Álamo, Lola Beccaria, Gabriela Bustelo, Carlos Castán, Luisa Castro, Javier Cercas, Juan Manuel de Prada, Diego Doncel, Lucía Etxebarria, Óscar Esquivias, Francisco Casavella, Luis García Jambrina, Ignacio García-Valiño, Ismael Grasa, Josan Hatero, Begoña Huertas, Gloria Méndez, Toni Montesinos, Antonio Orejudo, Tino Pertierra, Blanca Riestra, Hilario J. Rodríguez Gil, Care Santos, Marta Sanz, Lorenzo Silva y Ángela Vallvey. Firmaron un manifiesto que se publicó en El Extramundi, así como sus textos literarios.